# Čedar
Čedar (anglicky „Cheddar“) je polotvrdý sýr pocházející původně z vesnice Cheddar v Somersetu v jihozápadní Anglii. V soutěsce Cheddar Gorge na okraji obce se vyskytuje řada jeskyní, které zajišťovaly ideální vlhkost a stálou teplotu pro zrání tohoto sýra. Historické prameny naznačují, že čedar se tradičně musel vyrábět maximálně do 48 km (asi 30 mil) od Wellské katedrály. První zmínka o něm se datuje přibližně do roku 1170, ale jeho výroba je zřejmě mnohem starší. Je možné, že Římané přinesli recept do Británie z francouzského departmentu Cantal.
Vyrábí se z pasterovaného i nepasterovaného kravského mléka, vzácně též z mléka kozího, ve tvaru bubnovitých bochníků o váze 27,5 kilogramů. Bochníky se obvazují, aby získaly tvrdou hnědou kůru, a nechávají se zrát 6 až 18 měsíců.
Čedar má tvrdou a hladkou strukturu, je neohebný a nedrolivý. Chuť se liší stářím sýra: mladší sýry mají chuť méně výraznou, ořechovo-sladkou, často se slaným nádechem, zatímco chuť zralejších sýrů je silnější a plnější s mnohem výraznější ořechovou příchutí. Velmi staré sýry získávají chuť slaně kyselou. 
V současnosti se Čedar vyrábí i mimo Anglii, například v USA, Kanadě, Austrálii, na Novém Zélandu, v Irsku či Jihoafrické republice. Často se dochucuje rozmanitými přísadami, jako jsou například kmín, česnek, petrželová nať, zelenina, hrozinky či pivo.

## Průměrný obsah látek a minerálů
Tabulka udává dlouhodobě průměrný obsah živin, prvků, vitamínů a dalších nutričních parametrů zjištěných v sýru čedar.
| Složka          | Jednotka | Průměrný obsah | Prvek (mg/100 g) | Průměrný obsah | Složka (mg/100g) | Průměrný obsah |
| --------------- | -------- | -------------- | ---------------- | -------------- | ---------------- | -------------- |
| voda            | g/100 g  | 36,6           | Na               | 723            | vitamin C        | stopy          |
| bílkoviny       | g/100 g  | 25,4           | K                | 75             | vitamin D        | 0,0003         |
| tuky            | g/100 g  | 34,9           | Ca               | 840            | vitamin E        | 0,52           |
| cukry           | g/100 g  | stopy          | Mg               | 29             | vitamin B6       | 0,15           |
| celkový dusík   | g/100 g  | 3,98           | P                | 505            | vitamin B12      | 0,0024         |
| vláknina        | g/100 g  | 0              | Fe               | 0,3            | karoten          | 0,144          |
| mastné kyseliny | g/100 g  | 33,7           | Cu               | 0,03           | thiamin          | 0,03           |
| cholesterol     | mg/100 g | 97             | Zn               | 4,1            | riboflavin       | 0,39           |
| Se              | mg/100 g | 0,006          | I                | 0,030          | niacin           | 0,1            |
| energie         | kJ/100 g | 1725           | Mn               | stopy          | Cl               | 1040           |